# Lotononis meyeri
Lotononis meyeri är en ärtväxtart som först beskrevs av Karel Presl, och fick sitt nu gällande namn av B.-e.van Wyk. Lotononis meyeri ingår i släktet Lotononis och familjen ärtväxter. Inga underarter finns listade i Catalogue of Life.